# RUSCICO
RUSCICO (Russian Cinema Council) ist eine kommerzielle Vereinigung zur Veröffentlichung von sowjetischen und russischen Filmen außerhalb der ehemaligen Sowjetunion. Das in Russland ansässige Unternehmen besitzt Vertriebspartner in verschiedenen Ländern, die das Programm (zum Teil nur partiell) vertreiben. In der Regel handelt es sich dabei um Filme von Mosfilm, jedoch gibt es zum Teil auch Filme von anderen sowjetischen Studios im Programm von RUSCICO. Weiterhin vertreibt RUSCICO seit einiger Zeit ausgewählte internationale Filme sowie Animationsfilme von Studio Ghibli in Russland.

## Positionierung
Da die Rechte auf Filme von Mosfilm in Russland oft bei anderen Firmen (teilweise bei mehreren gleichzeitig) liegen, positioniert sich RUSCICO als reines Export-Label, d. h. es stellt russische Filme für den Vertrieb ausschließlich außerhalb des Gebiets der ehemaligen UdSSR.
Was das Programm angeht, so überdeckt sich das Programm von RUSCICO teilweise mit dem Programm der Mosfilm-Tochter Krupnyi Plan (russisch „Крупный План“), die Mosfilm-DVDs für den Vertrieb in Russland herstellt. Es gibt dabei folgende Gemeinsamkeiten und Unterschiede beim Vertrieb von Filmen aus der ehemaligen UdSSR:
Gemeinsamkeiten:
- Die beiden Labels teilen sich größtenteils die digitale Restaurierung der Filme von Mosfilm, d. h. die Quellen für das Video sind identisch
- RUSCICO hat i. d. R. Zugriff auf die Dolby Digital 5.1 Tonspur, die auch bei Krupnyi Plan Verwendung findet.
- Beide Labels haben auch das Exportgeschäft als Ziel, wobei sie sich dadurch oft kannibalisieren. RUSCICO erhebt den Anspruch, russisches Filmgut westlichen Filmliebhabern (also keine russischstämmige Immigranten) näher zu bringen, weswegen die Discs stets mit vielen Untertiteln und Menüsprachen ausgestattet werden. Krupnyi Plan besitzt ebenfalls Vertriebspartner in vielen Ländern, mastert ihre Discs jedoch nur in den wenigsten Ländern so, dass sie im Zielland auch von Nicht-Russen verstanden werden können (diese Ausnahmen sind beispielsweise die USA und die Länder des Baltikums).

Unterschiede:
- Bei RUSCICO-Veröffentlichungen gibt es abgesehen von der russischen Tonspur in Dolby 5.1 meistens auch eine englische und eine französische Tonspur. Wenn eine Synchro existiert, wird sie verwendet; sonst wird eine Voiceover-Übersetzung eingesprochen.
- DVDs von Krupnyi Plan beinhalten immer die Originaltonspur (meistens in Mono), wohingegen RUSCICO auf diese oft verzichtet.
- Krupnyi Plan-DVDs besitzen zumeist entweder keine Untertitel, oder nur russische. RUSCICO-Veröffentlichungen haben stets mehrere Untertitel, u. a. Englisch, Deutsch, Französisch, Italienisch und Spanisch.
- Wenn die außerhalb Russlands gezeigte Exportversion kürzer ist, als die russische Originalfassung (so geschehen beim Film „Die Besatzung“ (russisch „Экипаж“) oder bei „Sie kämpfen für die Heimat“ (russisch „Они сражались за Родину“)), veröffentlicht RUSCICO manchmal die gekürzte Fassung, obwohl eine längere Version existiert.
- Bei anamorphen Filmen haben DVDs von Krupnyi Plan manchmal ein falsches Seitenverhältnis. Bei RUSCICO ist dieser Fehler zumeist behoben.
- Das Bonusmaterial bei Krupnyi Plan und RUSCICO stimmt i. d. R. nicht überein.

## Reimport
Da RUSCICO nur die Rechte für den Vertrieb sowjetischer Filme außerhalb Russlands besitzt, wird bei diesen DVDs in der Regel ein erheblicher Aufwand betrieben, um den Parallelvertrieb in Russland zu unterbinden (dies betrifft jedoch nicht andere Filme aus dem RUSCICO-Programm):
- Die DVDs von RUSCICO sind i. d. R. preislich viel teurer, als die Krupnyi Plan-Versionen.
- RUSCICO-DVDs haben eine gesonderte Warnung bei den Copyright-Tafeln beim Start der DVD.
- Bei einigen Titeln ist manueller Wechsel von Sprachen und Untertiteln via User Operations Prohibitions (UOP) gesperrt.
- Bei ausgewählter russischer Sprache wird das Anschauen des Films ohne Untertitel oft unterbunden, so dass man einen Film in Russisch nur mit Untertiteln anschauen kann (Diese Einschränkung kann über die Title-Menütaste im DVD-Player umgangen werden).

## Internationale Vertriebspartner
RUSCICO-DVDs werden in unterschiedlichen Ländern oft von Vertriebspartnern, teilweise mit eigenen Covern in den Handel gebracht. Diese sind unter anderem:
- In Großbritannien: Artificial Eye (z. B. die Filme von Andrej Tarkowski).
- In Frankreich: MK2
- In USA: Image Entertainment

In Deutschland sind RUSCICO-DVDs nur über russischsprachige Importshops erhältlich, da die Rechte am Großteil der sowjetischen Filme in Deutschland bei Icestorm Entertainment liegen, die über den Kauf der Auswertungsrechte von DEFA-Archiven erworben wurden (und somit keinen Originalton und keine Untertitel besitzen).

## Designmerkmale
DVDs von RUSCICO sind in der Regel gleichartig gestaltet. Es gibt sowohl Varianten mit englischem, als auch mit russischem Cover und Disc-Aufdruck. Ferner werden für den US-Markt Filme in NTSC und für Europa-Markt in PAL gemastert.
Die einzelnen Titel werden unter mehreren Sammelbegriffen untergeordnet. Für englischsprachige Cover sind es 5 Sammelbegriffe:
- Director (Filme von einem bestimmten Regisseur)
- Original story by (Verfilmungen von literarischen Werken bestimmter Autoren)
- Fairy tales (Russische Märchen)
- War (Kriegsfilm)
- History (Geschichtsfilm)

Die russischen Veröffentlichungen haben mehr Sammelbegriffe:
- Киноакадемия (Filmakademie)
- Режиссер (Filme von einem bestimmten Regisseur)
- Экранизация (Verfilmungen von literarischen Werken bestimmter Autoren)* Сказки
- Война (Kriegsfilm)
- История (Geschichtsfilm)
- DVD сборники (DVD-Sammlungen)
- Арменфильм (Filme von Armenfilm, dem armenischen Filmstudio)
- Грузия-фильм (Filme von Grusia-Film, dem georgischen Filmstudio)
- Детектив (Krimis)
- Документальное кино (Dokumentarfilme)
- Кинофантастика (Science Fiction)
- Любимые комедии (Populäre Komödien)
- Мировая анимация (Animation aus aller Welt)
- Мировое кино (Filme aus aller Welt)
- Музыкальные прогрыммы (Musikprogramme)
- Русская классика на DVD (Russische Klassik auf DVD)
- Сериал (Serien)
- Современное Российское кино (Modernes russisches Kino)
- Таллинфильм (Filme von Tallinnfilm, dem estnischen Filmstudio)
- Французское кино (Französischer Film)